# Бете Ракотосаміманана
Бете Ракотосаміманана (англ. Berthe Rakotosamimanana; 1938 —2005) — малагасійська палеонтологиня, приматологиня, паразитологиня і викладачка в університеті.

## Біографія
Бете Ракотосаміманана захистила в 1967 р. дисертацію про папілярні лінії трьох етнічних груп Мадагаскару на факультеті природничих наук Паризького університету. Потім повернулася на Мадагаскар і була призначена на курси з геології на факультеті природних наук Антананаріву. З 1974 року була членкинею новоствореної кафедри палеонтології. У 1977 році захистила докторську дисертацію про антропологічне розмаїття на високогір'ї Мадагаскару в Паризькому університеті VII. Професорка Бете Ракотосаміманана очолювала кафедру палеонтології та біологічної антропології Університету Антананаріву, Мадагаскар. Зробила значний внесок у вивчення лемурів і написала низку наукових праць і сприяла колективним роботам, редагувала нові напрямки в дослідженнях лемурів.

## Вшанування

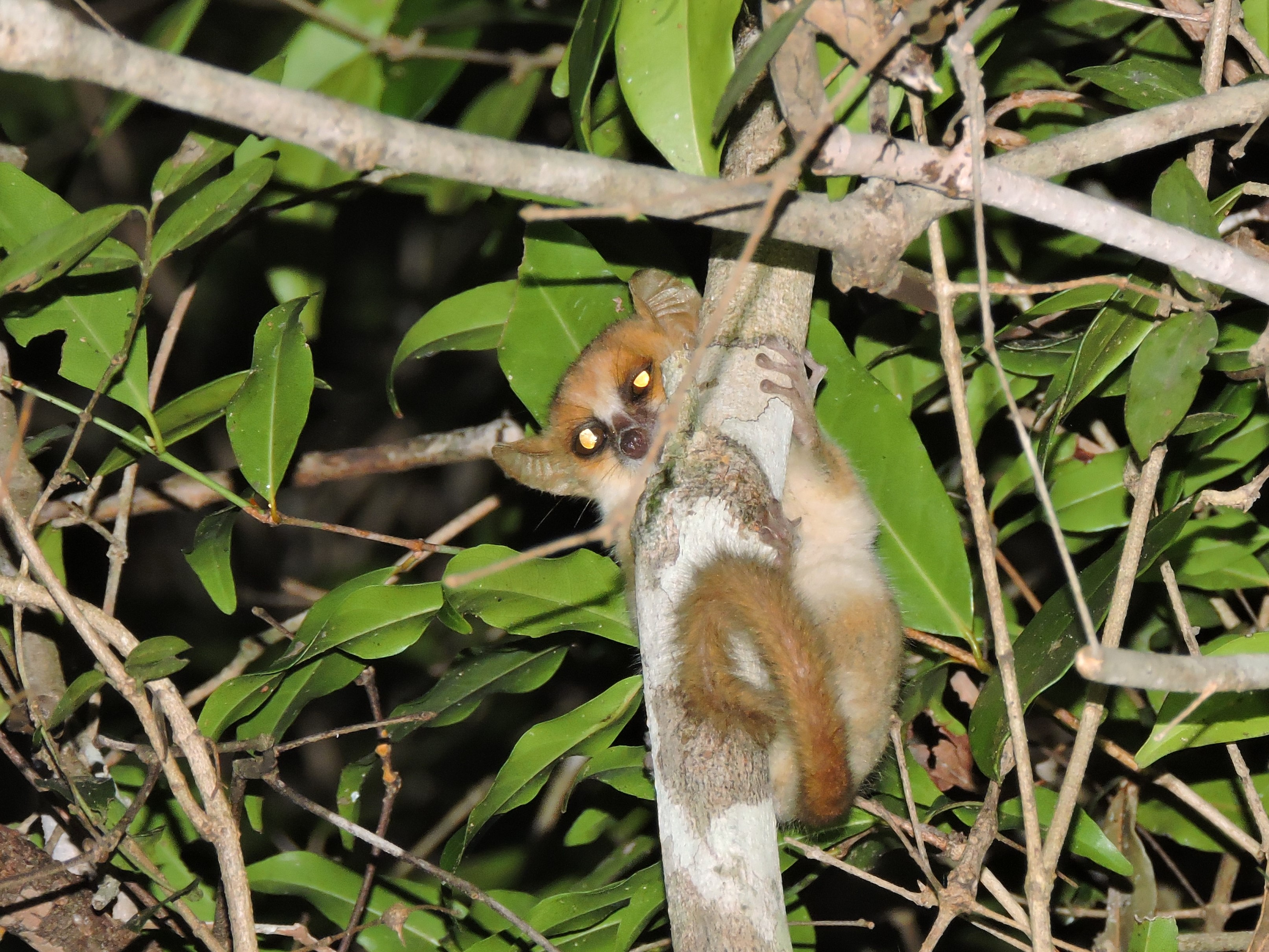
Madame Berthe's Mouse Lemur

- Microcebus berthae населяє сухі широколистяні ліси західного Мадагаскару[1]. Madame Berthe's Mouse Lemur area

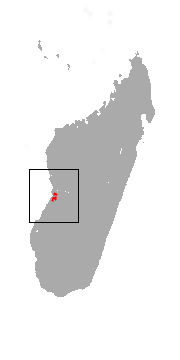
Madame Berthe's Mouse Lemur area

- Coua berthae — птах з роду коуа, який вимер в голоцені, був ендеміком Мадагаскару.